# Fourgon automoteur
 (signalé en juin 2025).
Si vous disposez d'ouvrages ou d'articles de référence ou si vous connaissez des sites web de qualité traitant du thème abordé ici, merci de compléter l'article en donnant les références utiles à sa vérifiabilité et en les liant à la section « Notes et références ».
- Archive Wikiwix
- Bing
- Cairn
- DuckDuckGo
- E. Universalis
- Gallica
- Google
- G. Books
- G. News
- G. Scholar
- Persée
- Qwant
- (zh) Baidu
- (ru) Yandex
- (wd) trouver des œuvres sur Wikidata

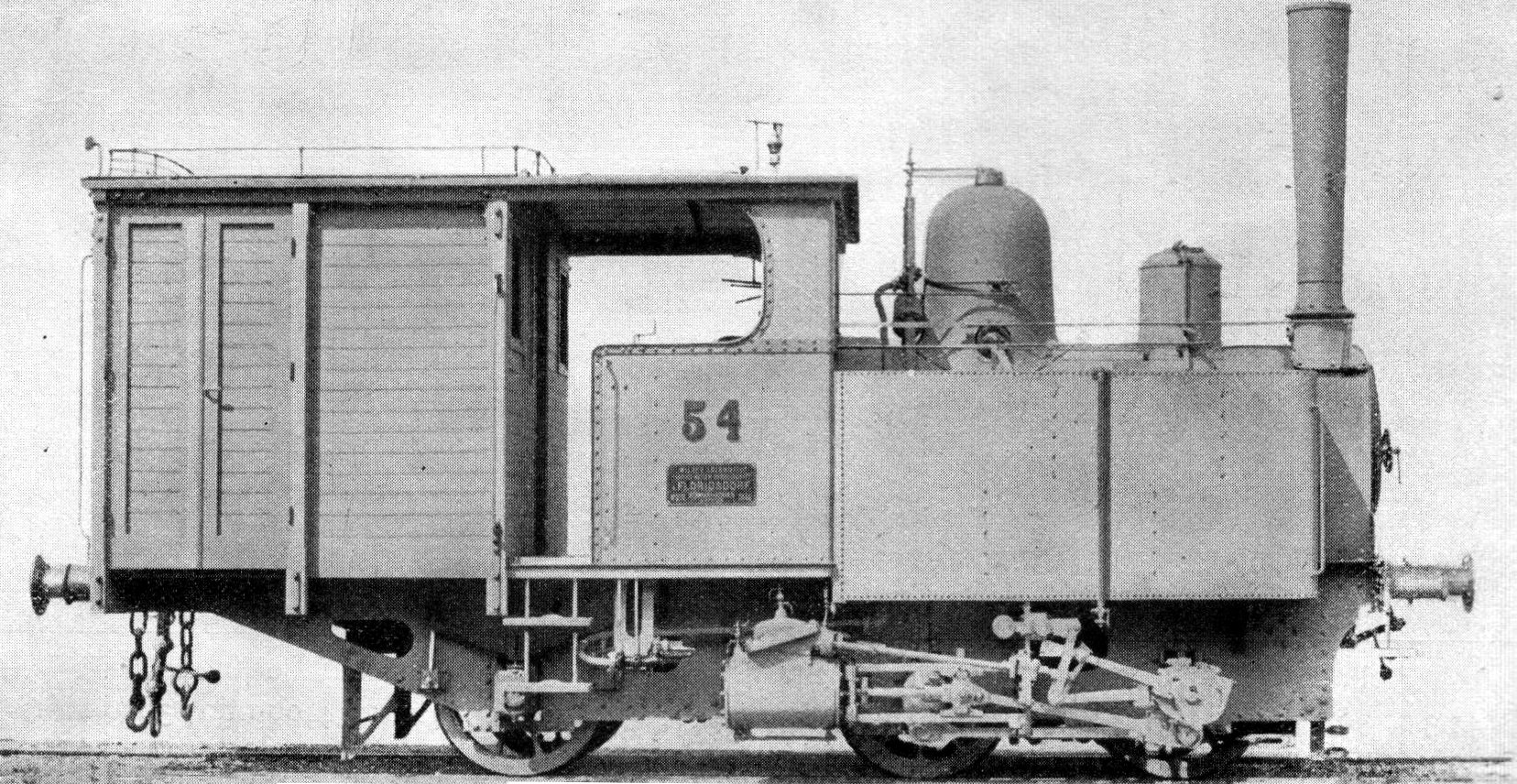
Une première locomotive avec fourgon à bagage de la Südbahn autrichienne.

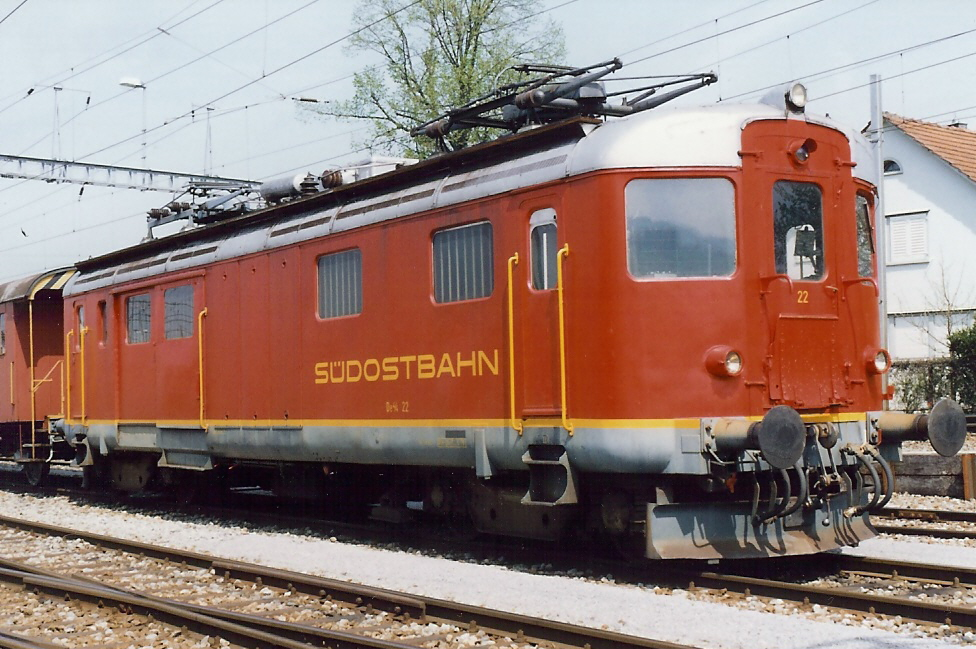
SBB RFe 4/4 (Suisse).

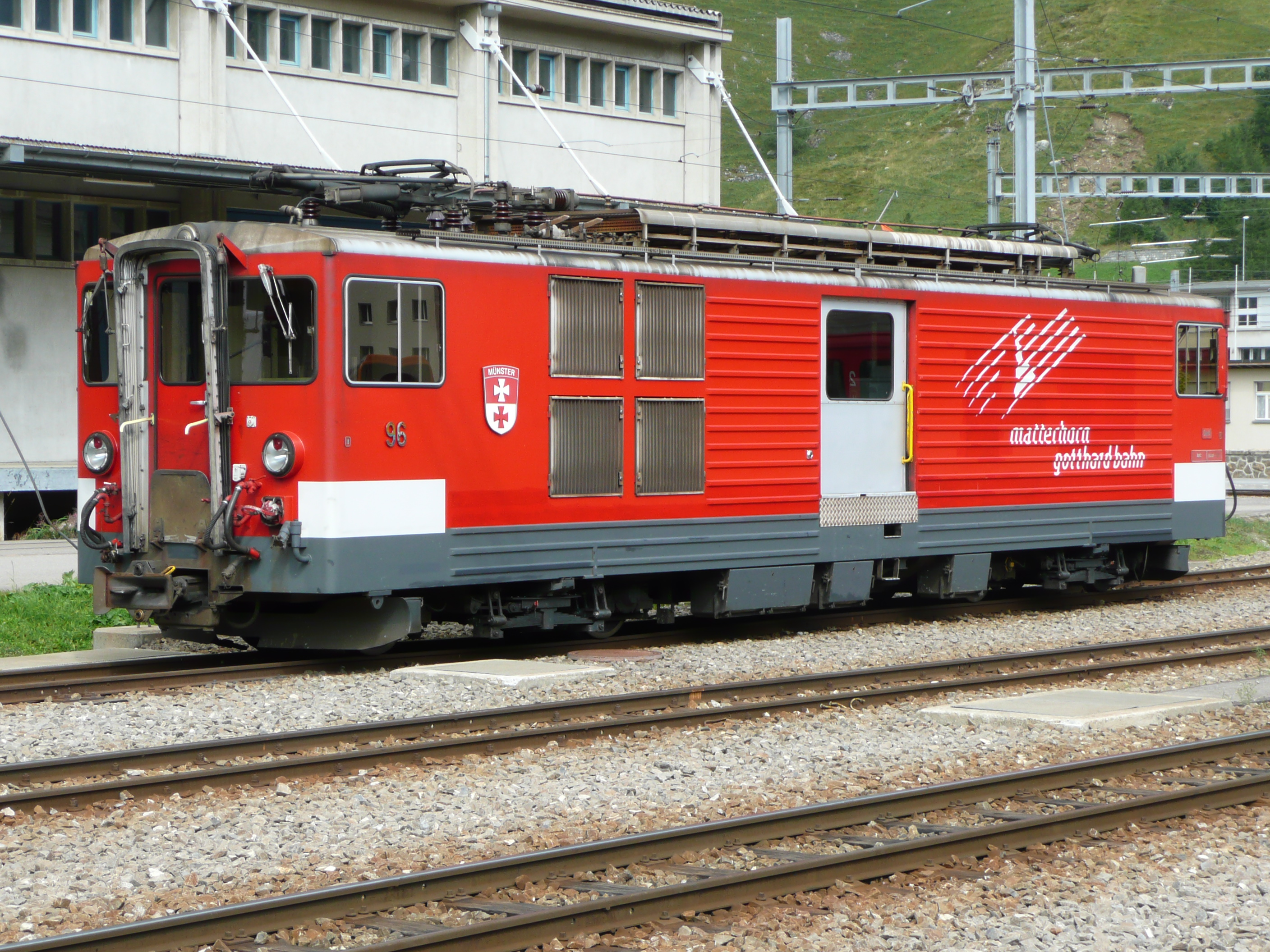
Deh 4/4 du Furka-Oberalp (suisse).

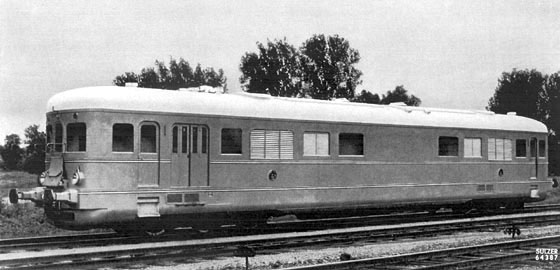
Fourgon automoteur De Dietrich ZZDN des CFA.

Un fourgon automoteur, appelé aussi locomotive-fourgon, est une automotrice affectée au transport du fret ou une locomotive possédant un compartiment à bagages qui lui permet d'assurer la fonction du fourgon à bagages. Ces véhicules ne transportent pas de passagers.
Cette formule est adaptée aux chemins de fer secondaires qui ne génèrent pas d'un volume de fret ou de bagages suffisant pour justifier l'usage de fourgons spéciaux.

## Locomotives-fourgon en Allemagne
La Reichsbahn allemande s'est dotée dans les années 1920 et 1930, de quelques exemplaires destinés au trafic rapide du fret. Cette formule n'a pas prévalu.
Après la Seconde Guerre mondiale, la Bundesbahn a transformé deux motrices de la S-Bahn de Hambourg pour le transport du fret sur les lignes de banlieue. Ces véhicules ET 174 ont été retirés du service après quelques années.
Jusqu'à la guerre, des fourgons automoteurs à deux essieux étaient utilisés sur les lignes secondaires électrifiées pour l'acheminement du fret, en complément des automotrices transportant les passagers. Parmi ces fourgons automoteurs, on trouve les GT1 et GT2 du Schleiz–Saalburg. Les chemins de fer royaux bavarois avaient un tel véhicule, qui, comme le précédent, est devenu possession de la Deutsche Reichsbahn.

## Locomotives-fourgon en Autriche
Les locomotives ÖBB 4061 disposaient d'un compartiment à bagages, mais n'ont pratiquement pas utilisé cette capacité, qu'elles ont perdue lors de leur modification en 1046. La série ÖBB 2091 disposait également d'un compartiment à bagages de même que les deux exemplaires BBÖ ET 30.

## Locomotives-fourgon en Suisse
- SBB Fe 4/4
- SBB RFe 4/4
- SBB De 110 du Brünigbahn
- Deh 4/4 du Matterhorn-Gotthard Bahn

Exemples de fourgons automoteurs
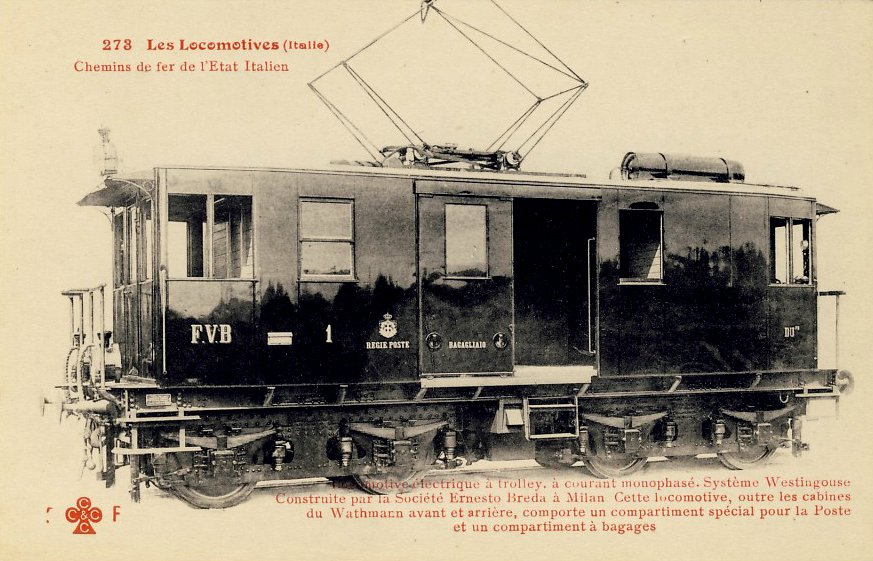
Fourgon automoteur électrique Breda.
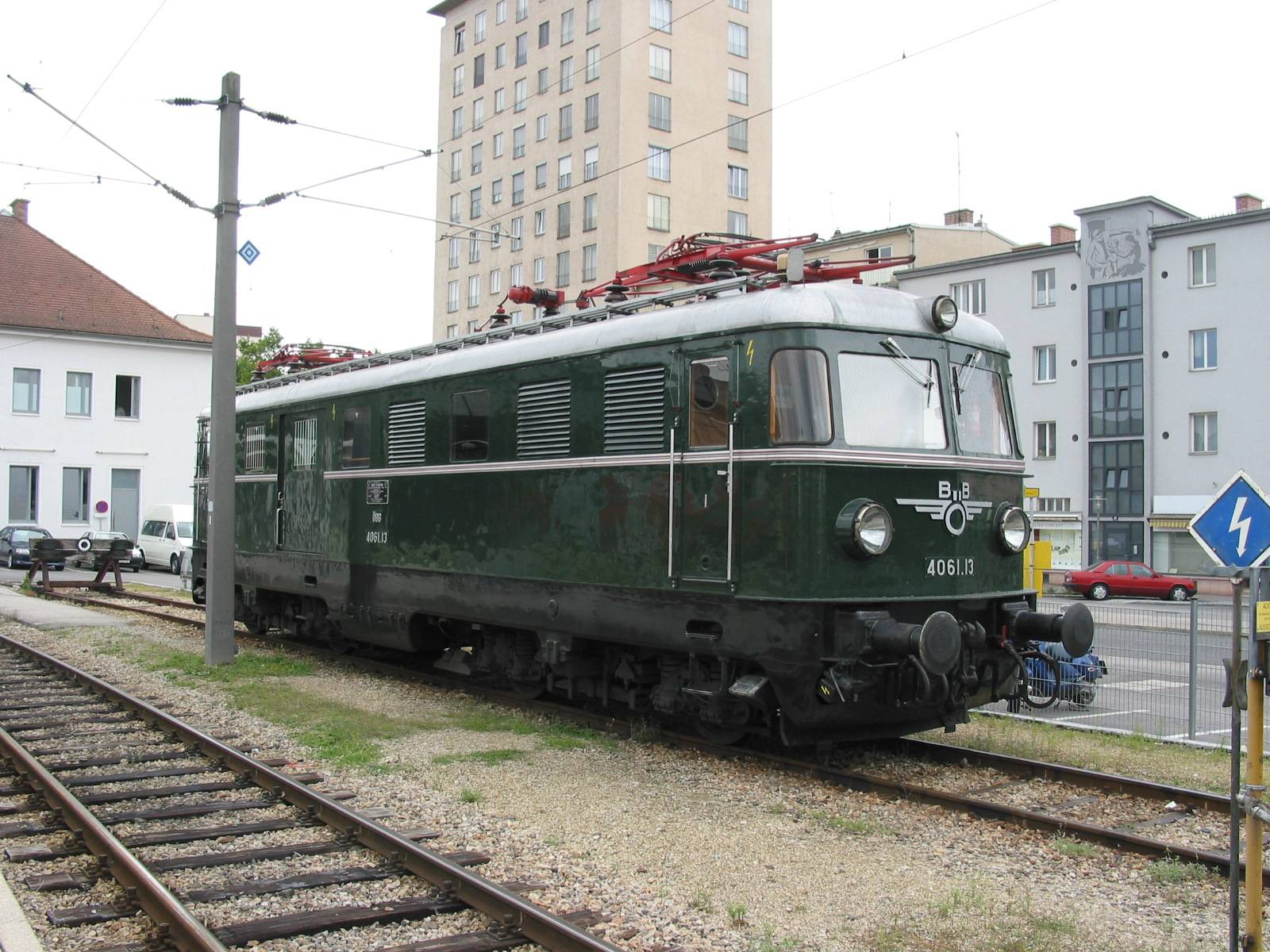
ÖBB 4061 (Autriche).
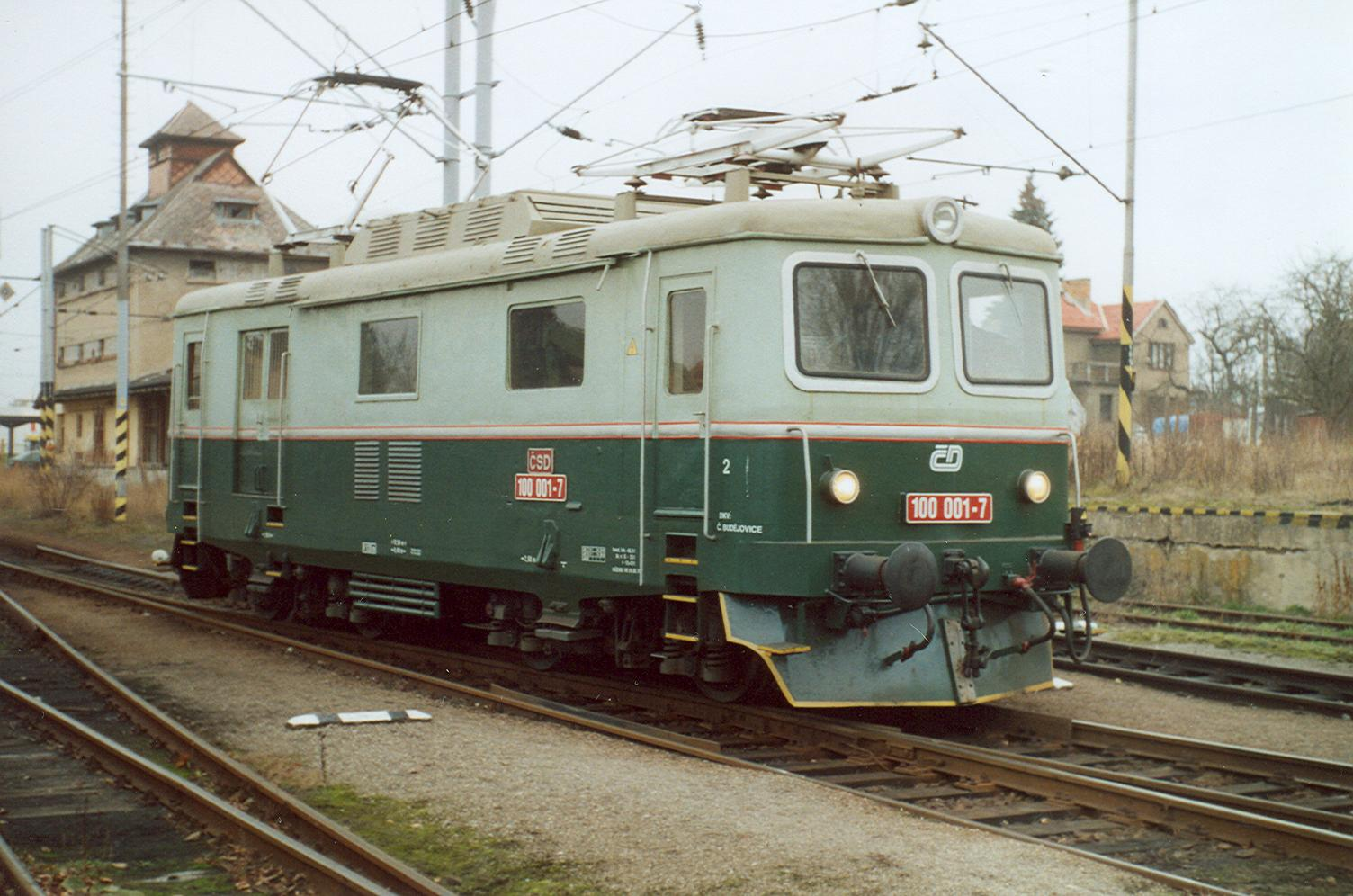
ČSD E 422.0 (Tchéquie).